# Nebulosa Saturn
La nebulosa Saturn (NGC 7009) és una nebulosa planetària a la constel·lació d'Aquari, situada un grau a l'oest de ν Aquarii. El nom de nebulosa Saturn es deu a la seva semblança amb el planeta Saturn, amb els seus anells, vist de perfil.
La nebulosa Saturn és una nebulosa planetària complexa i conté diversos subsistemes morfològics i cinemàtics en tres dimensions. Inclou un halo, ejeccions tipus "jet", múltiples closques, ansae ("anses"), i nusos i filaments a petita escala. Les ansae s'expandeixen de manera no radial des de l'estel central.
L'estrella central, relativament lluminosa, té magnitud aparent 11,5, amb una lluminositat visual unes 20 vegades major que la del Sol. La seva tènue lluentor es deu a la distància que ens separa d'ella i al fet que emet la major part de la seva radiació com a llum ultraviolada. Enormement calenta, té una temperatura de 90000 K, i constitueix el nucli central del que una vegada va ser un estel gegant de gran grandària; la nebulosa que veiem avui no és una altra cosa que les capes exteriors de l'estel expulsades, modelades per les restes del vent estel·lar procedent de l'estel. Amb el pas del temps, anirà perdent lluentor fins a convertir-se en una de les moltes nanes blanques que poblen el cosmos. No se sap amb certesa la seva distància respecte a la Terra, estimant-se entre 2400 i 3900 anys llum.
Les nebuloses planetàries com NGC 7009 es formen en l'etapa final de la vida d'un estel de massa mitjana. És una etapa molt breu, on l'estel, una vegada expulsades les seves capes exteriors, comença a col·lapsar i la seva temperatura augmenta. La radiació emesa actua com un vent estel·lar que arrossega l'atmosfera exterior de l'estel.
NGC 7009 va ser descoberta l'any 1782 per William Herschel, constituint un dels seus primers descobriments. Va ser anomenada així per Lord Rosse en la dècada de 1840, quan els telescopis havien millorat fins al punt que la forma de Saturn podia ser destriada. L'objecte es troba a moltes llistes d'observació.